# Ludwik Kasprzyk (1930–2012)

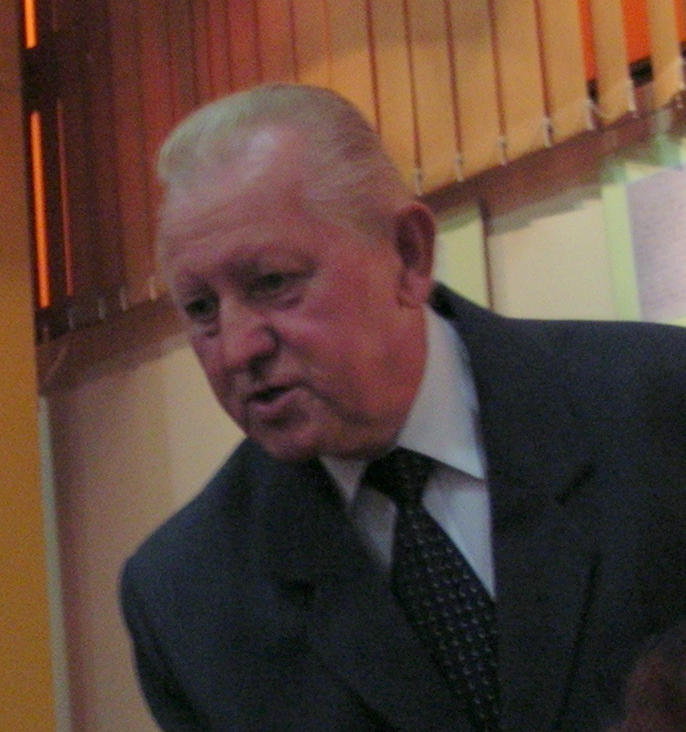
Ludwik Kasprzyk w Klubie im. Jana Kiepury w Sosnowcu, 16.08.2006 r.

Ludwik Kasprzyk (ur. 13 sierpnia 1930 w Dąbrowie Górniczej, zm. 8 maja 2012 w Sosnowcu syn Stanisława i Ludwiki) – inżynier budownictwa ogólnego, społecznik i działacz kulturalny.
Podczas okupacji i aż do 1948 r. był harcerzem.

## Praca zawodowa
W latach 1951–1991 pracował zawodowo w instytucjach związanych z inwestycjami, budownictwem i projektowaniem. Był wieloletnim rzeczoznawcą i biegłym sądowym, m.in. ds. szkód górniczych. Po przejściu na emeryturę w 1991 roku pracował na pół etatu w Zespole Szkół Muzycznych w Sosnowcu.

## Promowanie kultury Sosnowca
Współuczestniczył w budowie sali koncertowej przy Zespole Szkół Muzycznych w Sosnowcu oraz w organizacji obchodów 100-lecia miasta Sosnowca.
W 1997 r. założył Fundację im. Jana Kiepury i pełnił funkcję prezesa zarządu. Celem fundacji jest promowanie i wspieranie lokalnej kultury, głównie poprzez pozyskiwanie i propagowanie materiałów archiwalnych, dokumentujących życie i twórczość ludzi nauki, kultury i sztuki, a wywodzących się z Sosnowca. Do tej pory Fundacja przeznaczyła swoje środki i wypromowała znane i niekiedy zapomniane postacie. Do nich należą: (tenor) Jan Kiepura i (baryton) Władysław Kiepura, Natalia Stokowacka (sopran), ks. kan. Franciszek Raczyński (działacz społeczny), ks. prof. Włodzimierz Sedlak (twórca bioelektroniki), Wacław Stacherski ps. "Nowina" (żołnierz, poeta), Władysław Pawelec (kompozytor), Marian Porębski (tenor), Marian Woźniczko (baryton), Konstanty Ćwierk (dziennikarz, literat) i innych. Dzięki staraniom m.in. Fundacji dnia 16 maja 2002 roku został odsłonięty w centrum Sosnowca monument Jana Kiepury, a następnie jego replika w Krynicy-Zdroju.
Fundacja zajmuje się również promowaniem młodych talentów, organizując wiele koncertów i angażując się w różne uroczystości we współpracy z władzami miasta i innymi organizacjami i instytucjami. Od stycznia 2005 r. Fundacja współorganizuje "Wieczory przy świecach" w formie koncertów, odczytów, które promują ludzi kultury, sztuki i nauki.

## Inna działalność
Członek sosnowieckiego klubu esperantystów
Od 2006 r. działa w Kręgu Seniorów Harcerstwa – Zagłębiacy w Sosnowcu
Członek Polskiego Stowarzyszenia Inżynierów i Techników Budownictwa
Członek Pracowniczych Ogródków Działkowych
Członek Związku Nauczycielstwa Polskiego

## Nagrody i wyróżnienia
- Złoty Krzyż Zasługi (1986 r.)
- Złota Odznaka Honorowa (2004 r.)
- Nagroda Miasta Sosnowca za upowszechnianie kultury za 2006 r. (2007 r.)
- Zagłębiowska Nagroda "Humanitas" - Nagroda Nadzwyczajna (2012 r.) - pośmiertnie